# Bolbaffer gigas
Bolbaffer gigas är en skalbaggsart som beskrevs av Hermann Julius Kolbe 1894. Bolbaffer gigas ingår i släktet Bolbaffer och familjen Bolboceratidae. Inga underarter finns listade.